# Ruski Las
Ruski Las – zachodnia część Gór Lisich w Rudawach Janowickich (Sudety). Po II wojnie światowej na zalesione tereny na zachód od Antonówki (osiedle w Kamiennej Górze) żołnierze Armii Radzieckiej zwozili i unieszkodliwiali niewypały powojenne z części Dolnego Śląska.